# Budějovický Majáles
Budějovický Majáles je celotýdenní, kulturně rozmanitý festival, který se již od roku 2004 uskutečňuje v centru Českých Budějovic. Za dobu své existence se stal největším neziskovým festivalem v České republice. Každoročně se opakující festival se řadí k největším Majálesům v ČR.

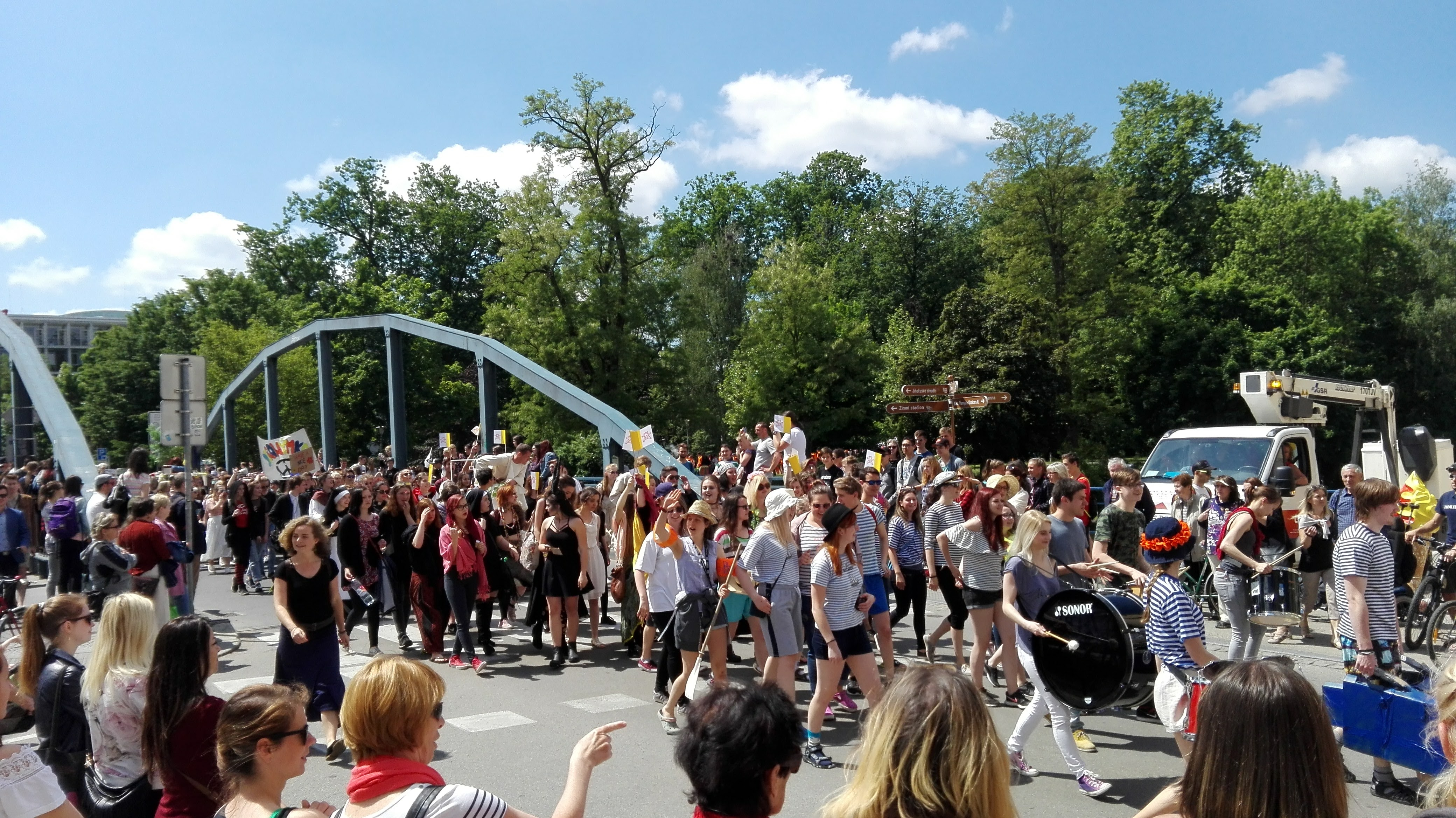
Majálesový průvod 2017

## Charakteristika
Budějovický Majáles se od jiných akcí, pořádaných nejen v České republice, liší svým konceptem – je organizován především dobrovolníky z řad studentů středních a vysokých škol. Stojí mimo strukturu Českého Majálesu, který je k vidění například v Praze či Brně. Festival cílí na všechny věkové skupiny a v multižánrovém programu nabízí besedy, workshopy, výstavy, pouliční umělce a divadelní i hudební vystoupení. Za své aktivity byl Budějovický Majáles v roce 2014 oceněn cenou Nouvelle Prague v kategorii Počin roku.
Organizační tým je tvořen převážně středoškolskými studenty. Jeho složení se pravidelně obměňuje, aby středoškoláci nadále tvořili většinu a možnosti participace tak zůstávaly otevřeny stále novým a novým členům. Podobný formát festivalu je nejen v České republice naprostým unikátem.
Budějovický Majáles v posledních letech začal překračovat své vlastní hranice vytvářením nových projektů, čímž rozšiřuje celkový kladný dopad aktivit festivalu na společnost. V roce 2013 byl založen projekt Studentské Krvebraní, který se snaží získávat nové dárce krve do registru jihočeských nemocnic. V roce 2014 Budějovický Majáles organizoval festival Díky, že můžem! – Korzo Národní v rámci Festivalu Svobody, který oslavoval 25. výročí pádu komunismu v Československu. 17. listopadu 2014 byla pro provoz uzavřena Národní třída v Praze, kde probíhal multi-kulturní festival přístupný celé veřejnosti. Na jaře roku 2015 byl představen po vzoru jiných velkých měst klub, který je lokalizován v industriální továrně bývalé smaltovny Sfinx. Klub vytvořený organizátory festivalu byl používán pro divadelní představení a následné afterparty. V roce 2015 se mezi sesterské projekty Budějovického Majálesu rovněž zařadilo Pragulic – České Budějovice, které ukazuje veřejnosti život lidí bez domova. Funkční a populární model prohlídek, který se osvědčil v Praze, byl ve spolupráci s tamními zakladateli spuštěn i Českých Budějovicích.
Festival je přístupný zdarma všem věkovým skupinám. Umístěním akcí se snaží oživit tradiční i méně frekventovaná místa v centru Českých Budějovic.

## Historie
2004 – Díky nově založenému studentskému kulturnímu sdružení, které Majáles začalo organizovat, začala éra festivalu v podobě, kterou známe dnes.
2005 – Open air se poprvé konal na Sokolském ostrově a proběhl i přes opětovnou nepřízeň počasí.
2006 – Majáles poprvé bez deště s novým organizačním týmem. Obměna týmu byla nevyhnutelná kvůli studijním povinnostem původních organizátorů.
2007 – Spojení s organizátory pražského, brněnského a plzeňského Majálesu se ukázalo jako značně nevýhodné. Mainstreamový hudební program na Dlouhé louce nepřilákal dostatek návštěvníků a festival prodělal. Během tohoto ročníku vznikl nový projekt Star't'air (dnešní Dark Side of Majáles), který dává prostor začínajícím kapelám. Největším úspěchem ročníku bylo vystoupení romské kapely Gipsy.cz, která o rok později vystoupila na festivalu Glastonbury.
2008 – Jednalo se o poslední ročník se vstupným a naposledy se také openair uskutečnil na parkovišti. Koncertovala první zahraniční kapela Tcha k Fédérateur nebo skupina Toxique.  
2009 – Open air se přesunul z parkoviště na Sokolském ostrově do travnatého parku před plovárnou. Nejvýznamnějším koncertem bylo vystoupení Tata Bojs spolu s koncertem skupiny Midi Lidi. 
2010 – Majálesový open-air opět na Sokolském ostrově. V programu se znovu objevují filmová promítání, bohatý streetart i divadla. Byl spuštěn projekt Majálesových osvěžoven – zvýhodněných nabídek v kavárnách, čajovnách a hospodách. Z hudebního programu za zmínku určitě stojí dvojice Čoko Voko nebo dnes již rozpadlí Charlie Straight.
2011 – Do studentského průvodu masek se zapojilo skoro 3000 studentů a vznikl tak neoficiální celorepublikový rekord. Co se týče hudebního složení festivalu: Prago Union naplnili Piaristické náměstí a skupina N.O.H.A. byla prvním zahraničním headlinerem, což byl přelom v celém směřování festivalu.
2012 – Nově bylo uvedeno autokino na náplavce a především dvoudenní festivalový open air. Ze zahraničních interpretů vystoupily britská skupina The Feud a Princess Chelsea, jejíž singl „The Cigarette Duet“ byl na jaře 2012 slyšet po celých Budějovicích, z česko-slovenských formací koncertovala kapela Tata Bojs, legenda českého rapu – skupina WWW nebo slovenští Puding Pani Elvisovej. Déšť zavinil nižší návštěvnost a festival skončil v dluzích, proto byla vyhlášena veřejná sbírka na finanční záchranu festivalu.
2013 – Festival se přesunul do parku u Sportovní haly a protože organizátoři zjistili, že tento park nemá žádný zavedený název, začali mu nejen díky jeho velikosti, ale také díky nápadu mít v tradičním maškarním průvodu slona, říkat „Sloňák“.[zdroj⁠?!] Festival obsahoval 162 bodů programu a dvoudenní open air na zmiňovaném "sloňáku". Novinkou se stala Majálesová kavárna na Sokolském ostrově. Na jubilejním 10. ročníku festivalu vystupovali z domácích jmen Lenka Dusilová a Baromantika, Mydy Rabycad nebo rapper Vladimír 518 s rapperem LA4, ze zahraničních pak Shugo Tokumaru nebo Young Fathers, pozdější vítězové Mercury Prize v roce 2014. PřívalovÉ deště v průběhu open air koncertů poničily trávník v parku u Sportovní haly a festival opět skončil v dluzích a existenčních problémech.
2014 – Po zkušenostech z roku 2013 byl open air opět na Sokolském Ostrově a vrátil se do jednodenní podoby. Po 22:00 se veškerá hudební produkce přesunula do nedalekého Kulturního Domu Slavia, kde poprvé probíhala oficiální afterparty pátečního programu, která zachránila návštěvníky před deštěm. Ačkoli festival operoval s o třetinu menším rozpočtem než v předešlém roce, tak na podzim roku 2014 obdržel cenu Nouvelle Prague v kategorii počin roku a hudební dramaturg festivalu Petr Pouzar byl přizván do Akademie populární hudby, aby se podílel na výběru držitelů cen Anděl. Za zmínku stojí návrat v Budějovicích populárních The Feud, legendy české rapové scény Dj Mike Trafika (člena skupiny PSH) nebo vystoupení kapely Skyline. Podle mnohých bylo však nejlepším koncertem strhující vystoupení kapely Vložte Kočku na menším pódiu při open airu. Festival získal tímto ročníkem ekonomickou stabilitu do dalších let.
2015 – představen byl tzv. POP-UP SFINX, tedy klub, který organizátoři vytvořili v bývalé industriální továrně. Probíhala zde veškerá divadelní vystoupení s následnými afterparty v podání předních DJ's alternativní house scény. Novinkou bylo rovněž hudební vyvrcholení v každém z dní v týdnu. Tímto způsobem se například představili budějovickému publiku herec a písničkář Jiří Schmitzer, Monikino Kino (nový projekt Petra Marka), nebo progresivní hard-corová kapela John Wolfhooker. Dále proběhl koncert frontmana kapely The Prostitutes, – Adriana T. Bella – který s sebou do areálu přivezl i štáb České televize, jenž s ním natáčel dokument o jeho novém sólovém projektu, nebo nejvýznamnější osobnosti české rapové scény WWW & Vladimíra 518, který spolu se Sifonem vystoupil jako speciální host. Headliner, kterým byl britský DJ Salute, bohužel nakonec kvůli technickým problémům nevystoupil. Festival negativně poznamenala nepříjemná událost při volení krále Majálesu, kdy byli finalisté při poslední disciplíně postřeleni paintballovými projektily.[zdroj⁠?!]
2016 – Po třech letech může program znovu probíhat venku i po desáté večer. Organizátorům to umožnila změna zákona. Festival tak dává fanouškům program navíc, který se ovšem neobejde bez jejich podpory. Fanoušky požádal festival o podporu formou crowdfundingové kampaně.
V rámci Budějovického Majálesu letos vystoupili například izraelská hvězda z Glastounbury Adi Ulmansky, mladý londýnský MC Elf Kid, slovenský producent FVLCRVM nebo česká rocková kapela John Wolfhooker. Milovníci divadel si přišli na své díky scéně, která se nacházela uvnitř letištního hangáru a přinesla tak nezapomenutelný zážitek z představení. Vystoupilo tam například duo Playboyz nebo sdružení s opravdu neobvyklým jménem Depresivní děti toužící po penězích. V rámci street art programu pak festival nabídnul rodinné odpoledne plné sportu a zábavy pro rodiny s dětmi. Jako každý rok páteční program odstartoval majálesový průvod městem, kterého se účastnily desítky škol v různých tematických kostýmech.
2017 – Zahájení majálesového týdne proběhlo již v neděli 21. května na náměstí Přemysla Otakara II. a bylo zakončeno Silent diskem. Součástí zahájení bylo představení architektonického projektu z dílny studia Mjölk architekti.  Přímo na náměstí pod rukama studentů vznikali artefakty ze dřeva. Divadelní vystoupení probíhala opět v letištním hangáru Letiště České Budějovice v Plané, kde diváci mohli vidět představením Boys Who Like To Play With Dolls a uměleckou skupinu spojující fyzické, experimentální a taneční divadlo – Spitfire Company. Na samotné představení byly diváci přepravováni vlakem.
2018 – Své patnácté narozeniny oslavil Majáles romantickou novinkou „loďokinem“, návratem českobudějovických VEES na majálesové hudební pódium, znovuobnovením majálesové MHD linky, která své osazenstvo skutečně sveze na hudební vlně. Na prknech, která znamenají majálesový svět zazářilo divadlo This is (not) Europe, v historickém jádru města se odehrál Specific skate jam a něco o svém dobrodružném životě přijela přednést fotoreportérka Jarmila Štuková a dokonce i žurnalistka Saša Uhlová.
Mezi další novinky patřily majálesové „chill out zóny“ na Piaristickém náměstí a na náměstí Přemysla Otakara II. akoncert na střeš Domu kultury Metropol.
Na pátečním Open Air se předvedlo třeba české elektronické uskupení Midi Lidi s novou desku Give Masterpiece a Chance, kapela minus123minut, která sice minulý rok ohlásila svůj comeback, ale po dlouhých 11 letech se vrací i na Budějovický Majáles. Až ze Švédska k přijel rapper Prop Dylan, který má na kontě stovky živých vystoupení po celé Skandinávii. Festivalové heslo „Májallesgute” potvrdil německý multiinstrumentalista The Micronaut, který do Českých Budějovic zavítal díky unikátnímu projektu „Stage Exchange” s německým kulturním festivalem Kontakt – Das Kulturfestival. Za tuto možnost vděčil Budějovický Majáles Česko-německému fondu budoucnosti v rámci Česko-německého kulturního jara 2017.
2019 – Celotýdenní oslava mládí a studentstva byla oficiálně zahájena už v neděli 19. května na náměstí, kde se mimo jiné představili zástupci patnácti škol, kteří pro tento rok bojovali o titul krále majálesu. Vystoupil Jihočeský symfonický Bigband a byla zahájena výstava s názvem Nezrealizované projekty Českých Budějovic. Následovala hned první menší párty v podobě „Silent disca“.
Tento rok našel kulturní program zázemí na několika neobvyklých místech. Žhavou novinkou byla Žižkova kasárna, proběhla tam například Módní přehlídka. V Rabenštejnské věži zase nezadaní hledali své protějšky na Rychlorande aka Majálesovém tinderu, také zde proběhla ostře sledovaná Královská diskuze hlavních letošních favoritů boje o korunu. Na střechu tělocvičny Heaven Gym si zas lidé mohli vyjít a za přítomnosti romantického západu zhlédnout rumunský hraný dokument Touch me not. A protože festival myslí na všechny generace, mohli se návštěvníci festivalu podívat na Piknik a Rodinné odpoledne na Sokolském ostrově.
Během celého týdne bylo po Budějovicích možno vidět pobíhající studenty v rámci hlavní majálesové hry s názvem Keškobraní. Jak název napovídá, tvůrci hry si vypůjčili koncept geocachingu a zasadili ho do centra Českých Budějovic a jeho okolí. Kešku často nestačilo najít, hledači museli vyřešit úkol, aby našli další a získali body pro školu. Podle obtížnosti byly úlovky rozděleny do čtyř skupin, získat se za ně dalo 8 až 20 bodů pro svou školu.
Pátek tradičně patřil především průvodu, královské soutěži a následné mega párty na Sokoláku. Ve finální disciplíně, která zahrnovala nalezení párů ponožek v kopici oblečení, pověšení prádla, oloupání vajíček (a dle pamětníků i jejich snězení) a které se zúčastnili tři finalisté zvítězil Vítek Bezecný z GJVJ a stal se tak králem.
2020 – V roce 2020 se odehrál Majáles, zasažen jako celý svět covidem, v úplně nové formě. Část programu se přesunula do online prostředí; k vidění byly například streamy koncertů. Zbytek se odehrával venku.
Hlavními body programu byly streamované rozhovory z nejvyššího patra komplexu Perla, kde byly vyzpovídány například tvůrkyně podcastu Vyhonit ďábla nebo také posprejování podchodu v Nádražní ulici s povolením města, kterým byl celý Majáles zahájen. Celé místo se tím oživilo a akce byla doprovázena třeba kapelou Batáty nebo taneční skupinou Budside. Na náměstí Přemysla Otakara II. se konala výstava Skateurbanismu. V Žižkovských kasárnách vystoupili interpreti jako Jadran nebo Tosiro. V autokinech byly k vidění filmy Trhák a Samotáři. Uskutečnil se i autokoncert rockové kapely I Love You Honey Bunny.
Streamováno bylo i studentské a královské jamování, za které získávaly školy body anebo také koncert Naked Professor. Kvůli covidovým podmínkám se závěrečného majálesového průvodu neúčastnila celá škola, nýbrž jen vybraní studenti, kteří doprovázeli svého krále. Korunu získal Jakub Vaclík z Biskupského gymnázia. Celý festival byl poté zakončen chill out zónou na Sokolském ostrově.
2021 – Také v roce 2021 byli organizátoři postaveni před velkou výzvu, a to protiepidemická opatření. Vymýšlení programu tedy vyžadovalo velkou kreativitu. Část se odehrávala online (například studentské jamování), část za výlohami v centru města, kde jste mohli vidět díla studentů z různých ateliérů po celé ČR, či na letišti České Budějovice, kde se odehrálo autokino. Ulice Českých Budějovic oživila vystoupení buskerů.
V průběhu týdne se konaly čtyři hudební bloky na Letní scéně Slavie, na dvoře Polygonální bašty a na dvoře Dobré čajovny Dr. Stejskala. Klání v majálesové hře, Majademic, inspirované deskovou hrou Pandemic, započalo už před majálesovým týdnem a hrála se bezmála dva týdny.
Průvod a volba krále jsou základními kameny majálesových tradic. Díky aktivní spolupráci hygieny a organizátorů byl nalezen kompromis umožňující uskutečnění studentského průvodu masek s vyhlášením letošního majálesového krále, kterým se stal Kryštof Caesar z BiGy. Poslední královská disciplína se však neobešla bez kontroverze.[ujasnit] Závěrečným pátečním večerem na letišti České Budějovice provázel Lord Martin Mikyska.
2022 – I tento rok přinesli organizátoři festivalu českobudějovické kulturní scéně bohatý program. Uskutečnilo se přes devadesát bodů programu a zajímavou novinkou bylo umístění několika z nich pod dominantu Českých Budějovic – Černou věž. Dohromady se program odehrával na dvaceti různých místech. Tradiční páteční open air se vrátil na Sokolský ostrov, kde byly postaveny dokonce dvě stage. Sokolský ostrov ožil i díky novému bodu programu – travesti show. Dále připoutal pozornost například graffiti jam nebo silent disco.
Již týdny před pětidenním festivalem dostali králové jednotlivých škol výzvy, za jejichž splnění získávali první body. Hlavní hrou pro celou školu bylo hledání krabiček po městě s hádankami a rébusy. Celý ročník vyhrálo BIGY, které tak získalo, jako první za dobu trvání festivalu, hattrick.
2023 – Jednoalo se o jubilejní 20. ročník festivalu. Zahájení se konalo v neděli 16. května na Sokolském ostrově v beduinském stanu, kde promluvila primátorka města Dagmar Škodová Parmová a následovalo představování králů. Toto jubileum se oslavilo ve stylu. Program byl velice nabitý a návštěvníci si mohli užít celý týden na mnoha místech ve městě. Na hudební programy byly využity prostory Žižkárny, klubu MC Fabrika a samozřejmě již tradičně Sokolský ostrov. Také divadelní a pouliční scéna byla pestrá. Na Náplavce se již tradičně konalo autokino. V pátek na večerním open airu vystoupil třeba takový Ventolin – zpěvák, věnující se elektronické hudbě nebo Gufrau.
V pátek se také konal průvod městem, který začal v parku Háječek a pokračoval přes město až na Sokolský ostrov. Ve finální disciplíně se utkali králové, kteří získali nejvíce hlasů. Korunu získal Matyáš Hosnedl z gymnázia Jana Valeriána Jirsíka s počtem 7 443 bodů. Na GJVJ se tak koruna vrátila zpět po 3 letech.

## Králové
- 2009: Ondřej Sarvaš – PRŮMYSLOVKA
- 2010: Jan Kabela – GYMJI
- 2011: Lukáš Lejsek – BIGY
- 2012: Jaroslav Srba – BIGY
- 2013: David Plos – GYMJI
- 2014: Vít Zelený – BIGY
- 2015: Tomáš Kubeš – BIGY
- 2016: Šimon Kroupa – GJVJ
- 2017: Kryštof De La Cruz – BIGY
- 2018: Martin Picek – GJVJ
- 2019: Vít Bezecný – GJVJ
- 2020: Jakub Vaclík – BIGY
- 2021: Kryštof Caesar – BIGY
- 2022: Martin Tetour – BIGY
- 2023: Matyáš Hosnedl – GJVJ
- 2024: David Novotný - GYMJI
- 2025: Jan Prachař - BIGY